# Lost Years
Lost Years è un cortometraggio muto del 1911 diretto da Richard Foster Baker.

## Produzione
Il film fu prodotto dalla Essanay Film Manufacturing Company

## Distribuzione
Distribuito dalla General Film Company, il film uscì nelle sale cinematografiche USA il 26 settembre 1911.